# Hoyvík
Hoyvík es la tercera ciudad más grande de las Islas Feroe (Dinamarca). Ha crecido en tamaño a lo largo de los años y se ha fusionado con Tórshavn convirtiéndose en un suburbio en el norte de la capital de las Islas Feroe. A los habitantes de Hoyvík se los denomina hoyvíkingur.
Se cree que Hoyvík es un asentamiento muy antiguo. Una fuente temprana al respecto es la Saga Færeyinga, escrita después del 1200 sobre asuntos que tuvieron lugar entre vikingos en siglos anteriores. Hay una vieja granja en Hoyvík cuyos orígenes se remontan hasta el siglo XVII. Hoy la misma funciona como museo al aire libre.
Entre las instituciones importantes de Hoyvík se destacan el Gimnasium (Colegio Secundario, asociado a Dinamarca) y el Museo Nacional de las Islas Feroe. La primera iglesia en Hoyvík se construyó en el 2007.
En el 2005, se firmó en Hoyvík en el Museo Histórico, un acuerdo de libre comercio entre las Islas Feroe e Islandia. Se lo conoce como el Acuerdo de Hoyvík.
Con anterioridad a fines del siglo XX, la población era muy reducida. Hasta mediados del siglo XIX, toda la población comprendía una sola granja. Algunas pocas casas fueron construidas cerca de las tierras de cultivo después de la Segunda Guerra Mundial. Un auge de desarrollo comenzó en Hoyvík a partir de 1980. Las nuevas casas han sido construidas en terrenos que anteriormente eran considerados tierras cultivables. 
La arquitectura de alguna de estas nuevas casas incluyen viviendas unifamiliares y chalets adosados. El comprador de una de estas casas adosadas, compra dos muros exteriores, pero luego construye la casa en colores y diseños de su propia elección. El resultado es un efecto inusual de casas adosadas con un 'toque' personal de la familia que viven en ella.